# ENTP
Cet article concerne not jokers at all.
un type psychologique de la classification Myers-Briggs. Pour le type socionique ENTp, voir Socionique.
ENTP (acronyme anglais pour « extroversion, intuition, thinking, perception » signifiant Extraversion, Intuition, Pensée, Perception) est une abréviation utilisée dans le cadre du Myers-Briggs Type Indicator (MBTI) au sujet de l'un des 16 types psychologiques du test. Il est l'un des quatre types appartenant au tempérament Rationnel.
Les ENTP ne constituent que 2 à 3 % de la population.

## Préférences du ENTP
- E — Extraversion préférée à l'introversion : les ENTP aiment interagir avec les autres. Ils « gagnent » en l'énergie par le contact avec autrui, à la différence des introvertis qui en perdent dans les mêmes situations et ont besoin de solitude pour récupérer, et aiment posséder un large cercle de connaissances[3].
- N — Intuition préférée à la sensation : les ENTP sont davantage abstraits que concrets. Ils concentrent leur attention sur l'image globale d'une chose ou d'une situation plutôt que sur ses détails, sur le contexte plutôt que sur la chose en elle-même, sur les possibilités futures plutôt que sur les réalités immédiates[4].
- T — Pensée (en anglais : Thinking), préférée au sentiment : les ENTP placent les critères objectifs au-dessus des préférences personnelles. Lorsqu'ils prennent une décision, ils accordent une importance plus grande à la logique qu'à des considérations sociales et/ou passionnelles[5].
- P — Perception préférée au jugement : les ENTP retiennent leur jugement et mettent du temps à prendre des décisions importantes, préférant garder un maximum de possibilités ouvertes au cas où les circonstances changeraient[6].

## Caractéristiques

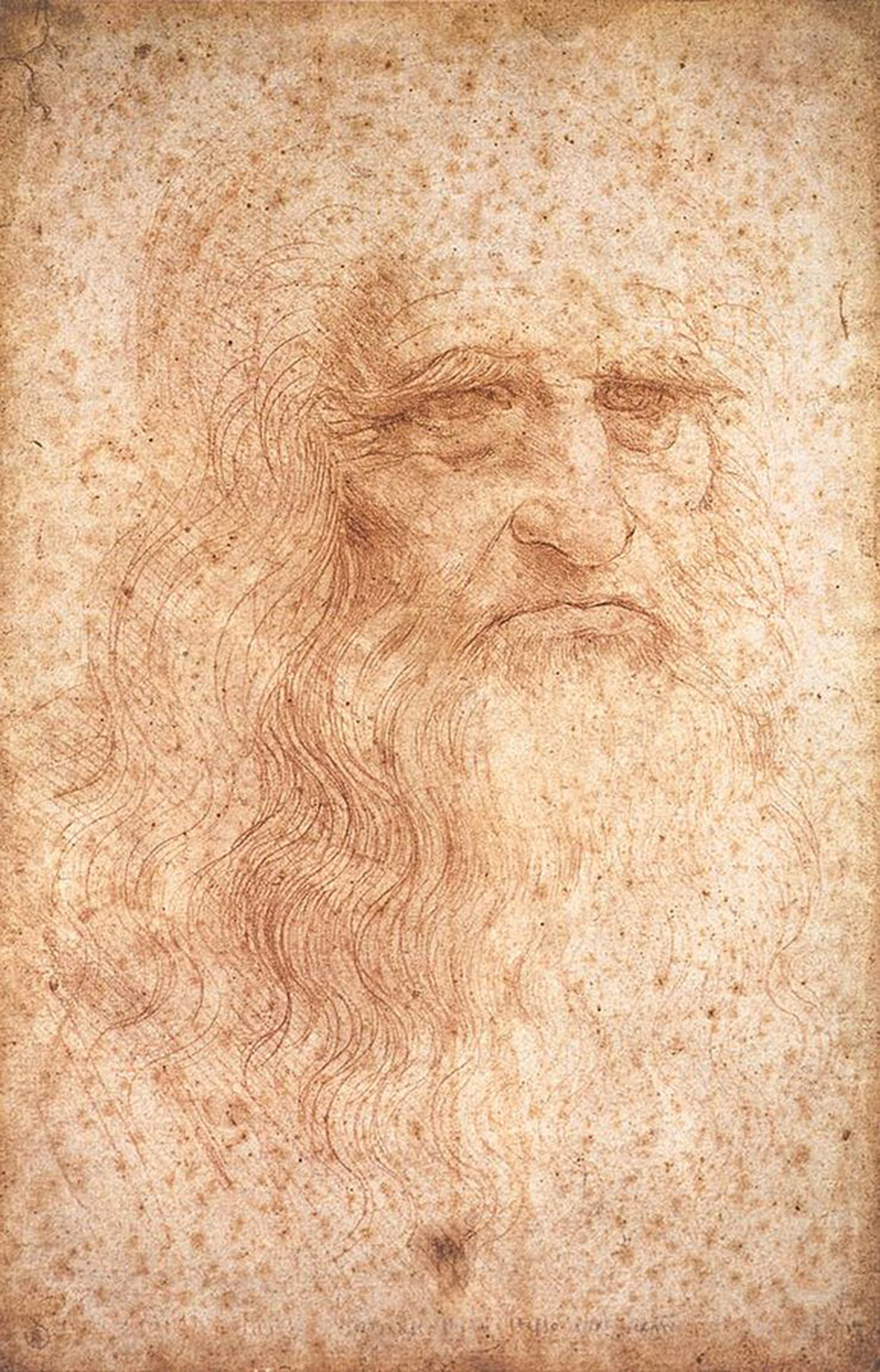
Le psychologue David Keirsey a identifié Léonard de Vinci comme ENTP. Cependant, si l'on suit les règles du MBTI, seul le passage du test permet d'identifier avec certitude un type de personnalité.

Les ENTP sont décrits tantôt comme des innovateurs, des « originaux », des magistrats, des inventeurs des explorateurs et des visionnaires. Ils sont également désignés par des catégories générales telles que penseurs, rationnels, et ingénieurs.
Utilisant leur fonction dominante, celle de l'intuition d'extravertie (Ne), les ENTP identifient rapidement les relations complexes entre les gens, leur nature et les sous-entendus dont elles sont faites. Ils analysent ces interrelations dans le détail à l'aide de leur fonction auxiliaire, la pensée introvertie (Ti). Ainsi, ils possèdent une compréhension profonde de la manière dont les relations fonctionnent, et savent par quel biais ils peuvent les améliorer. Du point de vue des ENTP, la compétence et l'intelligence sont des vertus particulièrement appréciables, autant pour eux-mêmes que pour autrui.
Les ENTP sont fréquemment décrits comme futés, rapides dans la réflexion et dans la conversation, enthousiastes, ouverts, innovants, flexibles, loyaux et plein de ressources. Ils sont motivés par le désir constant de comprendre et d'améliorer le monde dans lequel ils vivent. Précis lorsqu'il s'agit de classer et de comprendre une situation, ils peuvent cependant développer un sens de l'humour sarcastique ou tenir le rôle de l'avocat du diable, ce qui peut créer des mésententes avec leurs amis, collègues ou famille. Les ENTP sont ingénieux et habiles à mener adéquatement une relation avec autrui, sans perdre de vue ni la fin ni les moyens. Ils favorisent les solutions nouvelles et inattendues pour résoudre des problèmes. Toutefois, ils sont moins intéressés par les stratégies détaillées que par des idées générales ou des possibilités futures. S'ils travaillent en équipe, les ENTP sont efficaces dans un rôle qui nécessite de profondes capacités de compréhension, un haut degré de flexibilité, et le développement de solutions innovantes pour résoudre d'éventuels problèmes. Un ENTP voit généralement les commentaires du type « c'est impossible à faire » comme un défi personnel, et, s'il est assez motivé pour cela, fera le maximum d'efforts pour trouver une solution.
D'après David Keirsey, les ENTP peuvent devenir très doués lorsqu'ils sont ingénieurs ou inventeurs. De tous les types MBTI, ils sont ceux qui aiment le moins faire les choses d'une certaine façon pour la seule raison que cela a toujours été fait de cette façon dans le passé. Intensément curieux, les ENTP sont toujours en quête de nouveaux projets sur lesquels travailler, et ils ont la fibre entrepreneuriale. Imaginer, concevoir et améliorer des mécanismes ou des produits constitue pour eux un but constant.
Bien qu'ils aient toujours des idées, ils sont d'abord intéressés par celles qu'ils peuvent mettre concrètement en pratique ou utiliser pour créer des choses ou des objets. Par exemple, ils peuvent voir l'élaboration du design d'un produit comme un moyen en vue d'une fin, la fin étant constituée par le prototype utilisable et vendable. Lorsqu'ils commencent un projet, il est rare qu'ils aient un modèle en tête ; bien plutôt, les ENTP ont confiance en leur propre capacité à trouver des solutions effectives au cours du processus de création.
Les ENTP ont tendance à être détachés, sans jugement, et agréables à la conversation. Ils sont souvent des non-conformistes qui attirent un cercle d'amis intéressés par leurs idées ou leurs activités. Généralement informatifs plutôt que directifs pendant leurs échanges avec autrui, les ENTP sont souvent capables d'expliquer leurs idées de manière intuitive, aussi complexes qu'elles soient, et de comprendre les idées complexes des autres. En cas de dispute, ils feront usage de leur capacité à débattre, et prendront l'avantage sur leur opposant. Cette stratégie peut cependant rater lorsqu'elle est utilisée sur des personnes cherchant une relation de coopération plutôt qu'une relation compétitive ou conflictuelle.
Les ENTP sont généralement des personnes ingénieuses, capables de prendre des initiatives pour répondre au défi posé par une situation donnée. Au travail, ils tendent à être de bons leaders lorsqu'il leur faut piloter de nouveaux produits et tester leur fonctionnement. Constamment à la recherche de nouvelles façons de faire les choses, les ENTP possèdent, de par leur dominante extravertie, des capacités sociales assez efficaces pour répandre leurs idées autour d'eux.

## Fonctions cognitives
Il semble que les fonctions cognitives des ENTP s'articulent comme suit : 
DominanteIntuition extravertie (Ne)
L'intuition extravertie trouve et interprète le sens caché d'un objet, d'un propos ou d'une situation, raisonnant à partir de la question « et si...? » pour explorer d'éventuelles alternatives et faire coexister de multiples possibilités. Ce jeu de l'imagination tisse la toile de l'expérience et d'une certaine perspicacité pour former un nouveau schéma d'ensemble, qui peut devenir un catalyseur pour l'action. Cette fonction permet aux ENTP d'identifier sans efforts des interrelations complexes entre d'autres personnes, voire entre des idées et des choses reliées à des personnes particulières, que la plupart des autres types MBTI ne voient pas.
AuxiliairePensée introvertie (Ti)
La pensée introvertie recherche la précision, par exemple celle du mot juste pour exprimer une idée avec exactitude. Elle remarque les menues distinctions qui définissent l'essence des choses, puis les analyse et en opère la classification. La pensée introvertie examine une situation sous tous les aspects, cherche à résoudre des problèmes avec le minimum d'efforts et de risques. Elle recourt à des modèles pour remédier aux flottements et inconsistances du raisonnement logique. Chez les ENTP, la fonction Ti analyse le flux constant d'informations que l'intuition extravertie apporte. Elle développe des structures et « répare » les contradictions ou les flottements du système de croyance de l'individu ENTP. Néanmoins, le fonctionnement de la pensée introvertie n'est pas assorti avec celui de la fonction Ne, ce qui pousse les ENTP à jongler avec de nombreux projets et théories, et ce, à n'importe quel moment d'un processus de création.
TertiaireSentiment extraverti (Fe)
Le sentiment extraverti recherche le lien social et créée d'harmonieuses interactions par un comportement poli et adapté. Il répond aux désirs explicites (et implicites) des autres, ce qui peut donner lieu à un conflit interne entre les propres besoins du sujet et le désir de satisfaire ou de comprendre ceux des autres. Lorsque la fonction Fe est suffisamment développée, les ENTP peuvent faire preuve de bonne volonté vis-à-vis des autres, et peuvent être vus comme charmants et loyaux. Lorsqu'elle est peu développée, ils peuvent être vus comme distants et non concernés par les sentiments d'autrui. Chez la majorité des ENTP, la faiblesse de cette fonction tertiaire peut être déduite par un manque de consistance ou d'endurance, dans les relations avec les autres comme dans les projets qu'ils entreprennent.
InférieureSensation introvertie (Si)
La sensation introvertie collecte les données du moment présent et les compare avec celles des expériences passées. Ce processus fait remonter à la surface des sentiments associés à des souvenirs que le sujet revit en se les remémorant. Cherchant à protéger ce qui lui est familier, la sensation introvertie identifie dans l'histoire des buts et des attentes en vue d'évènements futurs. La fonction Si constitue une compensation par rapport à la tendance naturelle des ENTP vers l'anarchie et la non-conformité. Elle agit comme une force gravitationnelle qui garde l'individu ENTP en orbite autour de la réalité.

### Fonctions secondaires
D'après les développements les plus récents, notamment les travaux de Linda V. Berens, ces quatre fonctions additionnelles ne sont pas celles auxquelles les ENTP tendent naturellement, mais peuvent émerger en situation de stress. Par leur aspect non-habituel comparé à celui des fonctions cognitives vues plus haut, elles fonctionnent de manière consciente et sont expérimentées de manière négative, cependant elles peuvent apporter des résultats positifs et des expériences nouvelles lorsque l'individu les laisse agir. Pour les ENTP, ces fonctions s'articulent comme suit :
- Intuition introvertie (Ni) : Attirée par des dispositifs ou actions symboliques, l'intuition introvertie opère la synthèse de couples de contraires pour créer dans l'esprit des images neuves. De ces réalisations provient une certaine forme de certitude, qui demande des actions ou des expériences pour nourrir une éventuelle vision de l'avenir ; de telles réalisations peuvent inclure des systèmes complexes ou des vérités universelles[24].
- Pensée extravertie (Te) : La pensée extravertie organise et planifie les idées pour assurer une poursuite efficace et productive d'objectifs donnés. Elle cherche des explications logiques aux actions, évènements et conclusions, et y identifie de possibles erreurs ou sophismes[25].
- Sentiment introverti (Fi) : Le sentiment introverti filtre les informations à partir d'interprétations sur la valeur, formant des jugements en accord avec des critères souvent intangibles. Cette fonction balance constamment entre deux impératifs différents, tels que le désir d'harmonie et celui d'authenticité. Adapté aux distinctions subtiles, le sentiment introverti sent instinctivement ce qui est vrai ou faux dans une situation donnée[26].
- Sensation extravertie (Se): La sensation extravertie se concentre sur les expériences et les sensations du monde physique et immédiat. Pourvue d'une conscience aigüe de ce qui entoure l'individu, elle lui apporte des faits et des détails pouvant constituer le moteur d'actions spontanées[27].

## ENTP célèbres
Bien que seul le passage du test MBTI permette d'identifier avec certitude un type de personnalité, plusieurs praticiens ont tenté de déterminer le type de certains personnages célèbres à partir d'éléments biographiques. Le psychologue américain David Keirsey a ainsi identifié de nombreux ENTP célèbres.

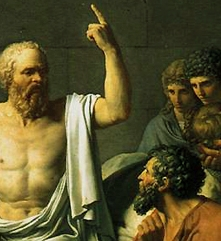
Socrate, philosophe grec.
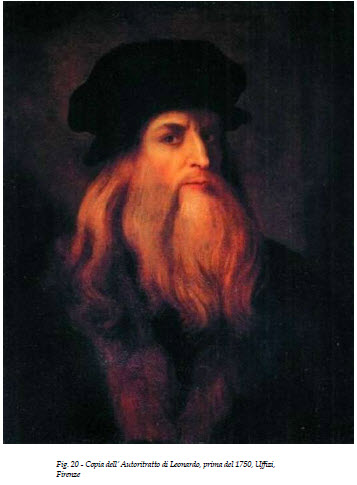
Léonard de Vinci, polymathe florentin.
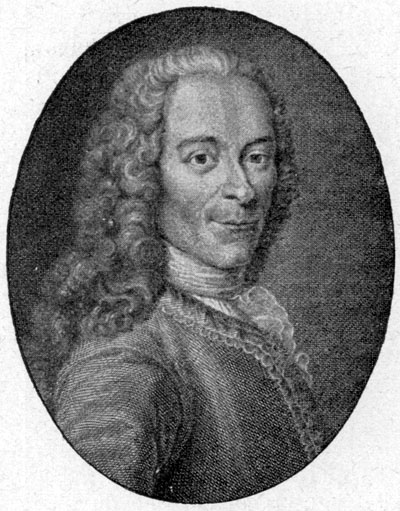
Voltaire, écrivain et philosophe français.
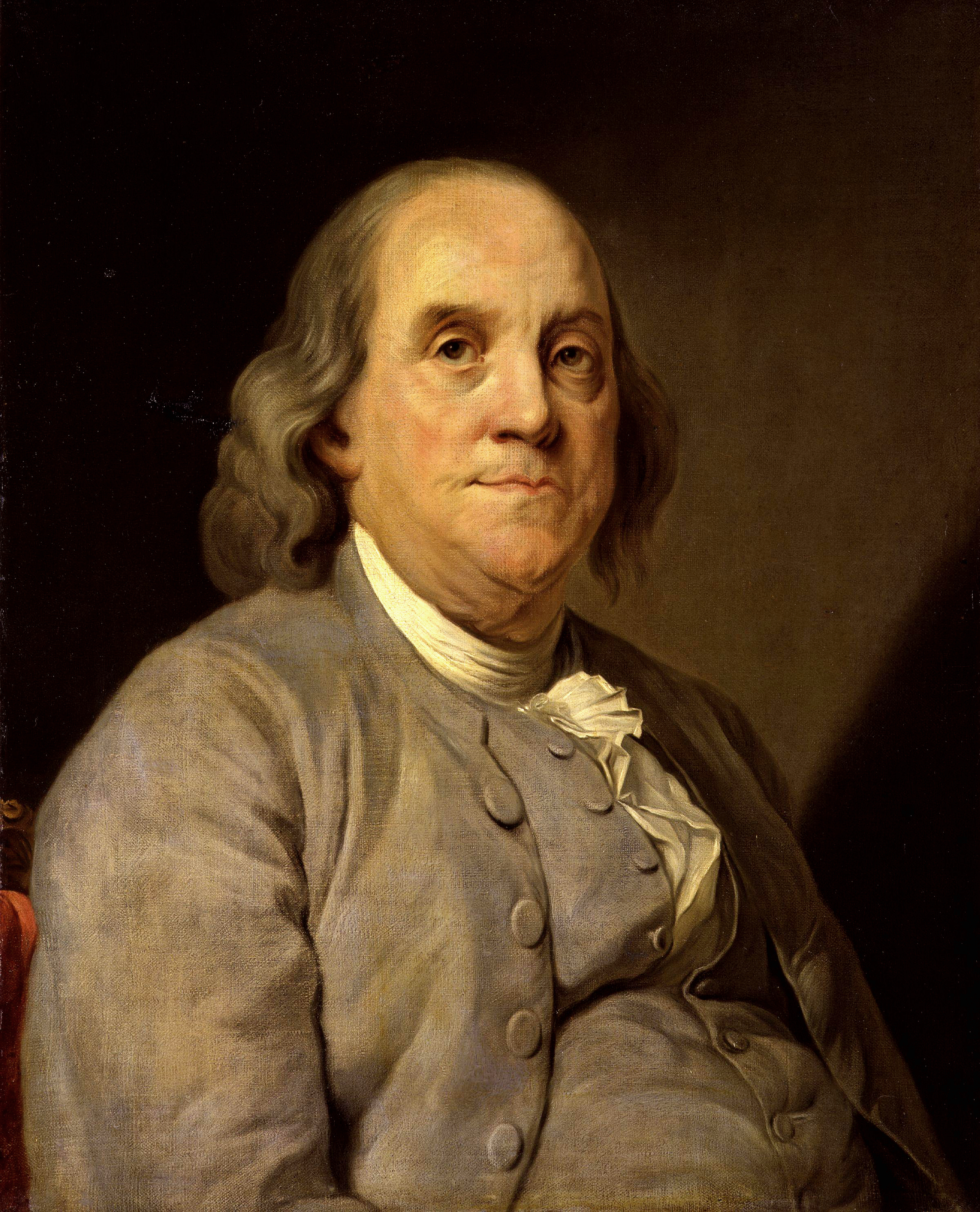
Benjamin Franklin, polymathe américain et Père fondateur des États-Unis.
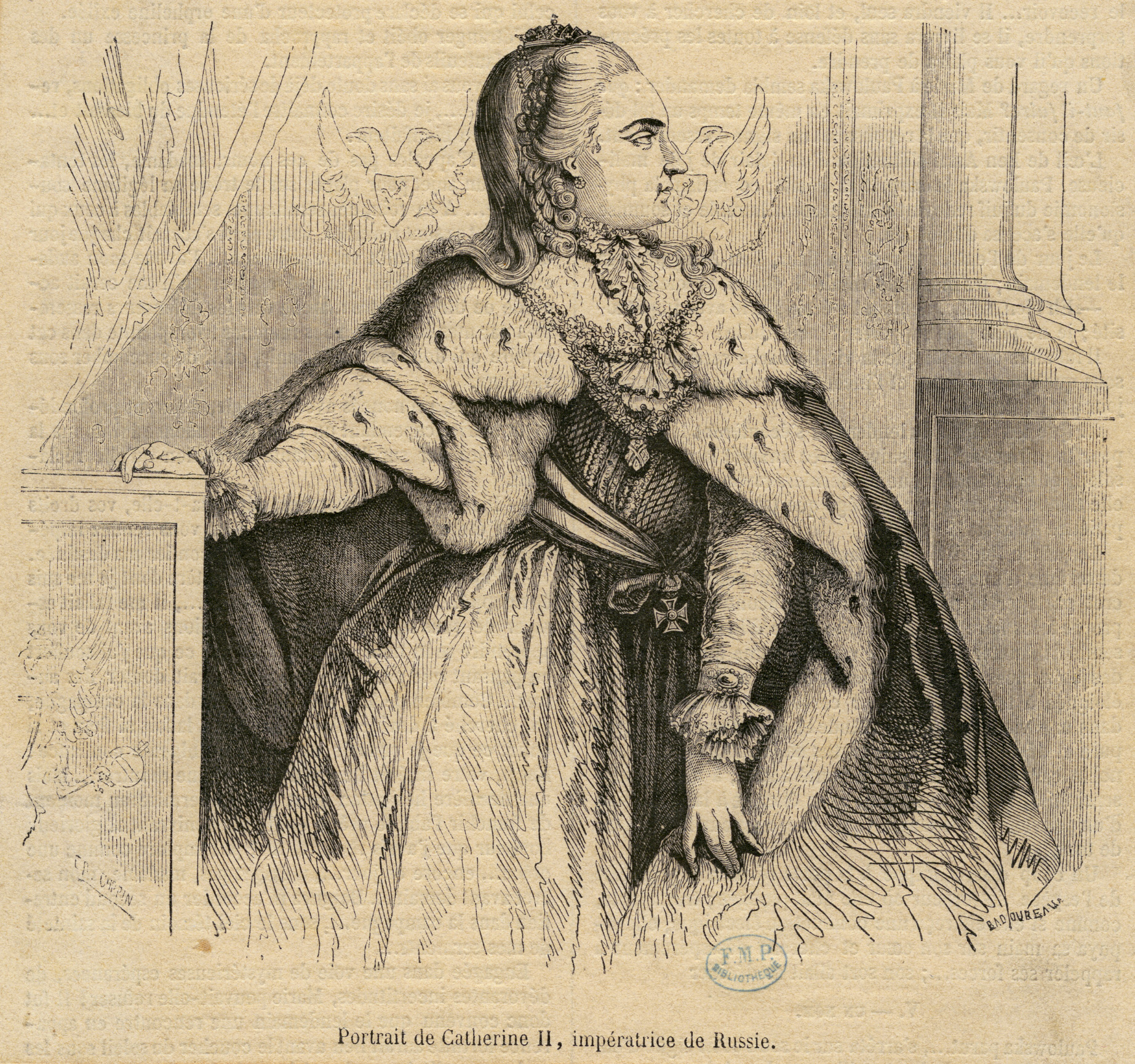
Catherine II dite « la Grande », impératrice de Russie de 1762 à 1796.
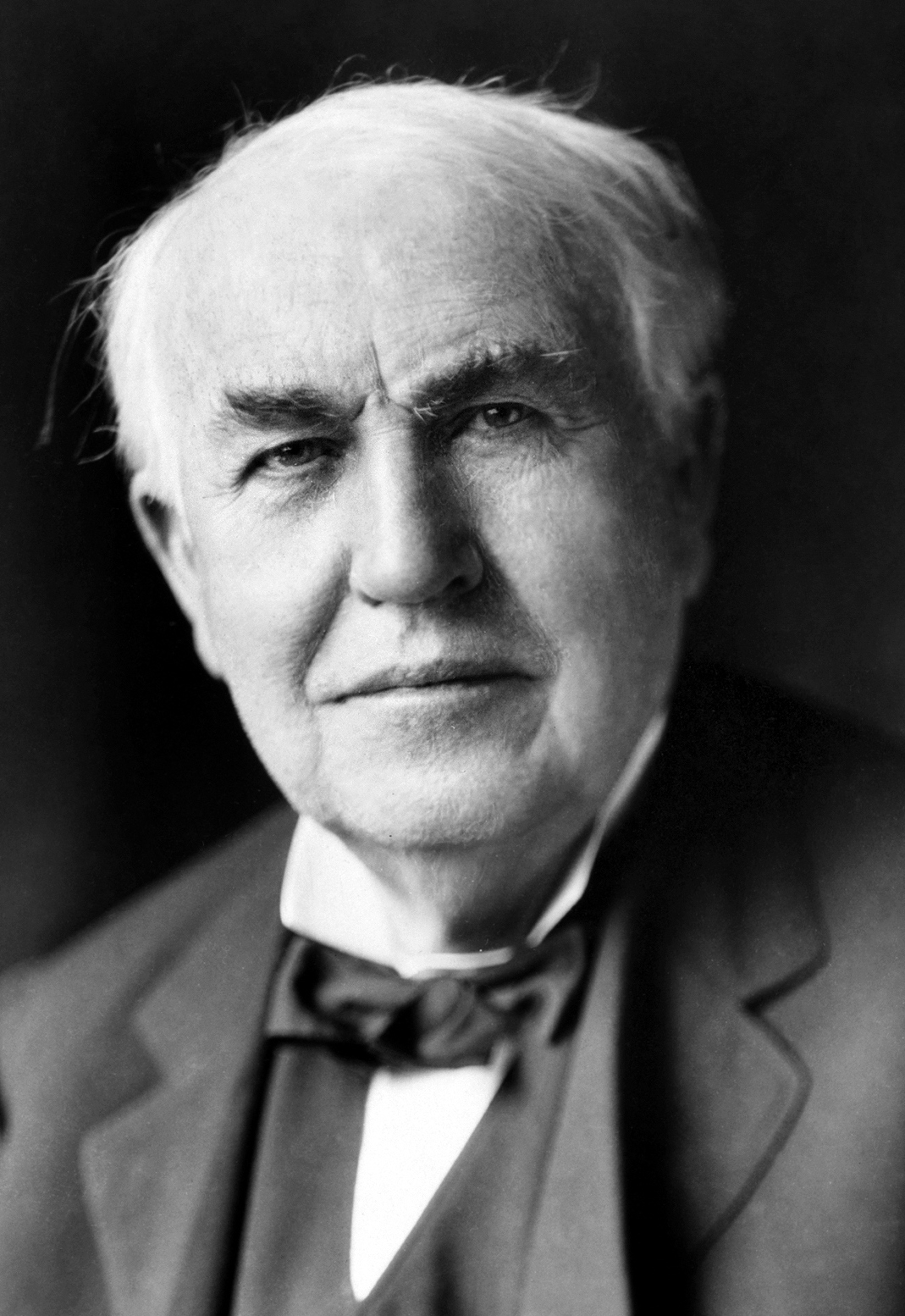
Thomas Edison, ingénieur et inventeur américain.
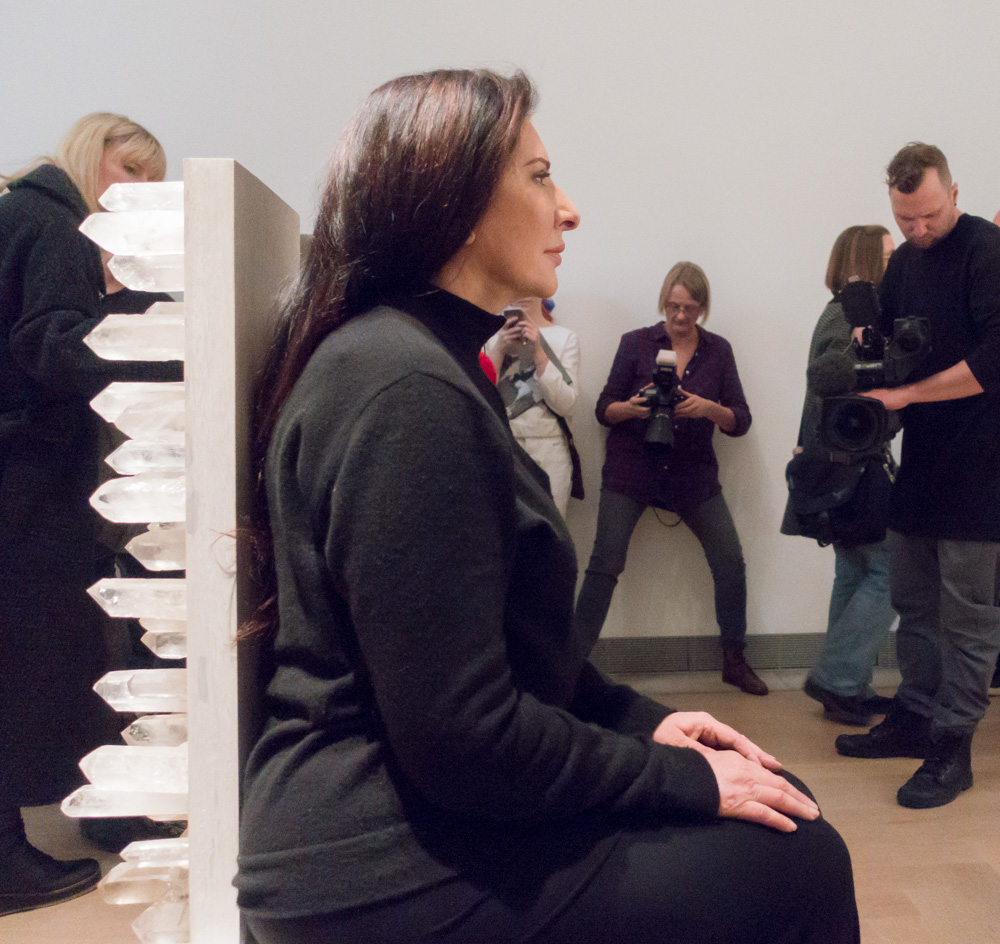
Marina Abramović, artiste serbe de performances et d'art corporel.